# Третьяков Олександр Володимирович (борець)
Олександр Володимирович Третьяков (рос. Александр Владимирович Третьяков; нар. 1 жовтня 1972, Перм, Пермський край) — російський борець греко-римського стилю, чемпіон та дворазовий срібний призер чемпіонатів світу, дворазовий чемпіон та срібний призер чемпіонатів Європи, срібний та бронзовий призер Кубків світу, чемпіон Всесвітніх ігор військовослужбовців, бронзовий призер Олімпійських ігор. Заслужений майстер спорту Росії з греко-римської боротьби.

## Життєпис
Боротьбою почав займатися з 1983 року. Перший тренер — Сергій Кузякін. У 1992 році став чемпіоном Європи серед молоді.
Виступав за Спортивний клуб армії, Перм. Тренери — Георгій Вершинін, Володимир Нелюбін. Чемпіон Росії (1998 — до 69 кг). Бронзовий призер чемпіонатів Росії (1995 — до 68 кг; 1999, 2000 — до 69 кг).
У збірній команді Росії з 1993 по 2001 рік. Завершив спортивну кар'єру в 2001 році.
Випускник Чайковського державного інституту фізичної культури (1996), Санкт-Петербурзького державного університету економіки і фінансів (2003).
Віце-президент Федерації греко-римської боротьби Пермського краю і клубу спортивних єдиноборств «Пермські ведмеді».
Депутат Законодавчих зборів Пермського краю (2011—2016), перший заступник голови комітету з питань соціальної політики. Член партії «Єдина Росія».
Нагороджений медаллю ордена «За заслуги перед Вітчизною» II ступеня.

## Спортивні результати на міжнародних змаганнях

### Виступи на Олімпіадах
| Змагання                    | Збірна | Вагова категорія                 | Місце  |
| --------------------------- | ------ | -------------------------------- | ------ |
| Літні Олімпійські ігри 1996 | Росія  | греко-римська боротьба, до 68 кг | Бронза |

### Виступи на Чемпіонатах світу
| Змагання                        | Збірна | Вагова категорія                 | Місце  |
| ------------------------------- | ------ | -------------------------------- | ------ |
| Чемпіонат світу з боротьби 1997 | Росія  | греко-римська боротьба, до 69 кг | Срібло |
| Чемпіонат світу з боротьби 1998 | Росія  | греко-римська боротьба, до 69 кг | Золото |
| Чемпіонат світу з боротьби 1999 | Росія  | греко-римська боротьба, до 69 кг | Срібло |

### Виступи на Чемпіонатах Європи
| Змагання                         | Збірна | Вагова категорія                 | Місце  |
| -------------------------------- | ------ | -------------------------------- | ------ |
| Чемпіонат Європи з боротьби 1996 | Росія  | греко-римська боротьба, до 68 кг | Срібло |
| Чемпіонат Європи з боротьби 1997 | Росія  | греко-римська боротьба, до 69 кг | Золото |
| Чемпіонат Європи з боротьби 1998 | Росія  | греко-римська боротьба, до 69 кг | Золото |

### Виступи на Кубках світу
| Змагання                    | Збірна | Вагова категорія                 | Місце  |
| --------------------------- | ------ | -------------------------------- | ------ |
| Кубок світу з боротьби 1995 | Росія  | греко-римська боротьба, до 68 кг | Срібло |
| Кубок світу з боротьби 1996 | Росія  | греко-римська боротьба, до 68 кг | Бронза |

### Виступи на інших змаганнях
| Змагання                                | Збірна | Вагова категорія                 | Місце  |
| --------------------------------------- | ------ | -------------------------------- | ------ |
| Гран-прі Німеччини з боротьби 1994      | Росія  | греко-римська боротьба, до 68 кг | 10     |
| Всесвітні ігри військовослужбовців 1995 | Росія  | греко-римська боротьба, до 68 кг | Золото |
| Кубок Вантаа з боротьби 1995            | Росія  | греко-римська боротьба, до 68 кг | Золото |

### Виступи на змаганнях молодших вікових груп
| Змагання                                      | Збірна | Вагова категорія                 | Місце  |
| --------------------------------------------- | ------ | -------------------------------- | ------ |
| Чемпіонат Європи з боротьби серед молоді 1992 | Росія  | греко-римська боротьба, до 68 кг | Золото |